# Chiesa di San Pietro (Mezzate)
La chiesa di San Pietro di Mezzate è un luogo di culto cattolico che si trova nell'omonima frazione del comune di Bagnatica in provincia di Bergamo.

## Storia
Si tratta di un piccolo edificio ecclesiale romanico risalente molto probabilmente al X secolo: la sua esistenza è documentata in un atto del 1014.
La chiesa, nel corso dei secoli, ha subito diverse ristrutturazioni e modifiche architettoniche che ne hanno, fra l'altro, determinato un certo ampliamento, come si può facilmente desumere dalla posizione eccentricadella croce inserita nella facciata principale.
Sono presenti all'interno della struttura degli affreschi, i più antichi dei quali risalgono al XIII secolo.
L'edificio si inserisce nell'ampio panorama dell'architettura romanica bergamasca.